# Dubany
Dubany est une commune du district et de la région de Pardubice, en République tchèque. Sa population s'élevait à 331 habitants en 2024.

## Géographie
Dubany se trouve à 7 km au sud-ouest du centre de Pardubice, à 26 km au sud-sud-ouest de Hradec Králové et à 93 km à l'est de Prague.
La commune est limitée par Starý Mateřov au nord, par Třebosice au nord-est, par Dřenice au sud-est, par Čepí au sud-ouest et à l'ouest.

## Histoire
La première mention écrite du village date de 1347.

## Galerie

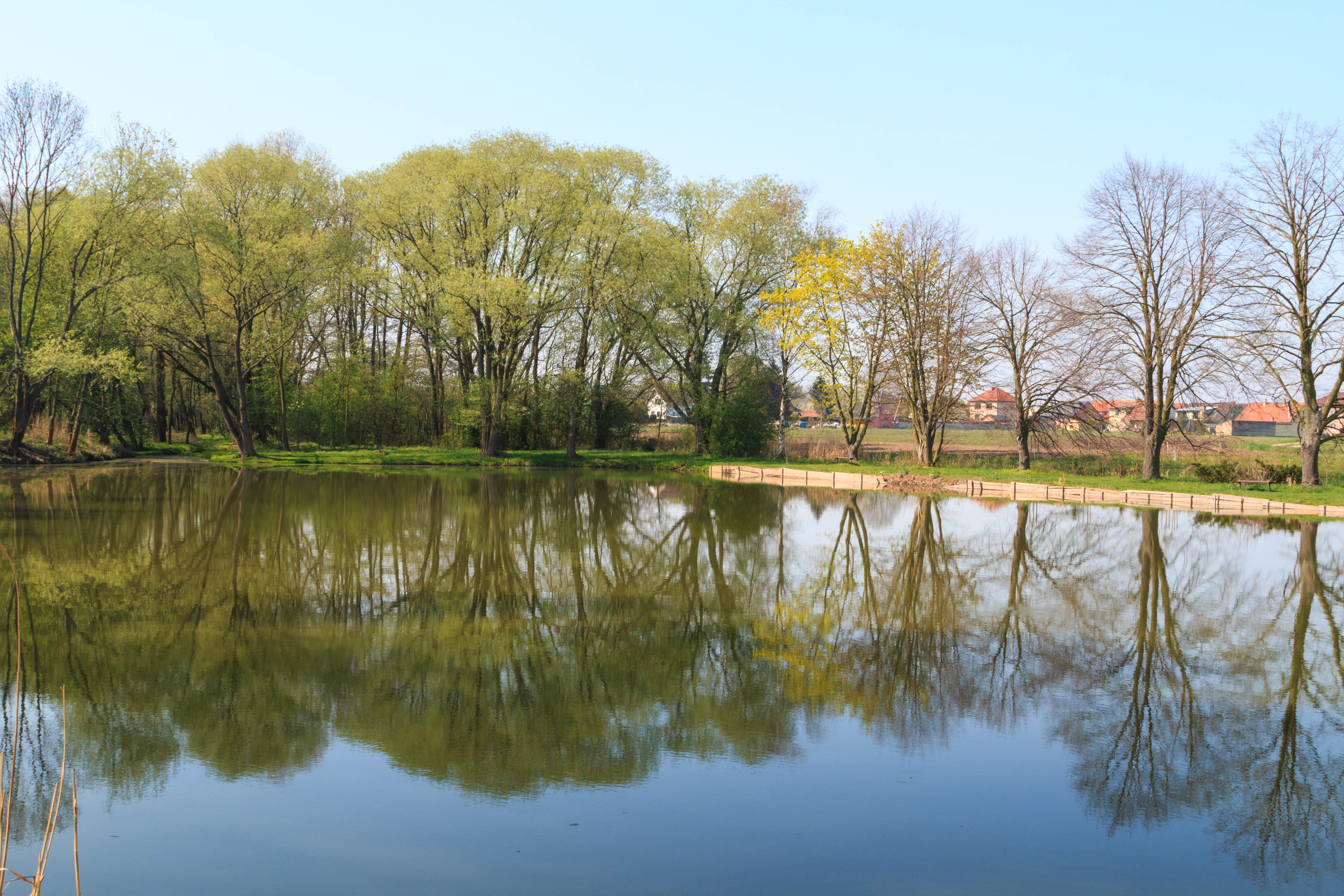
Étang à Dubany.
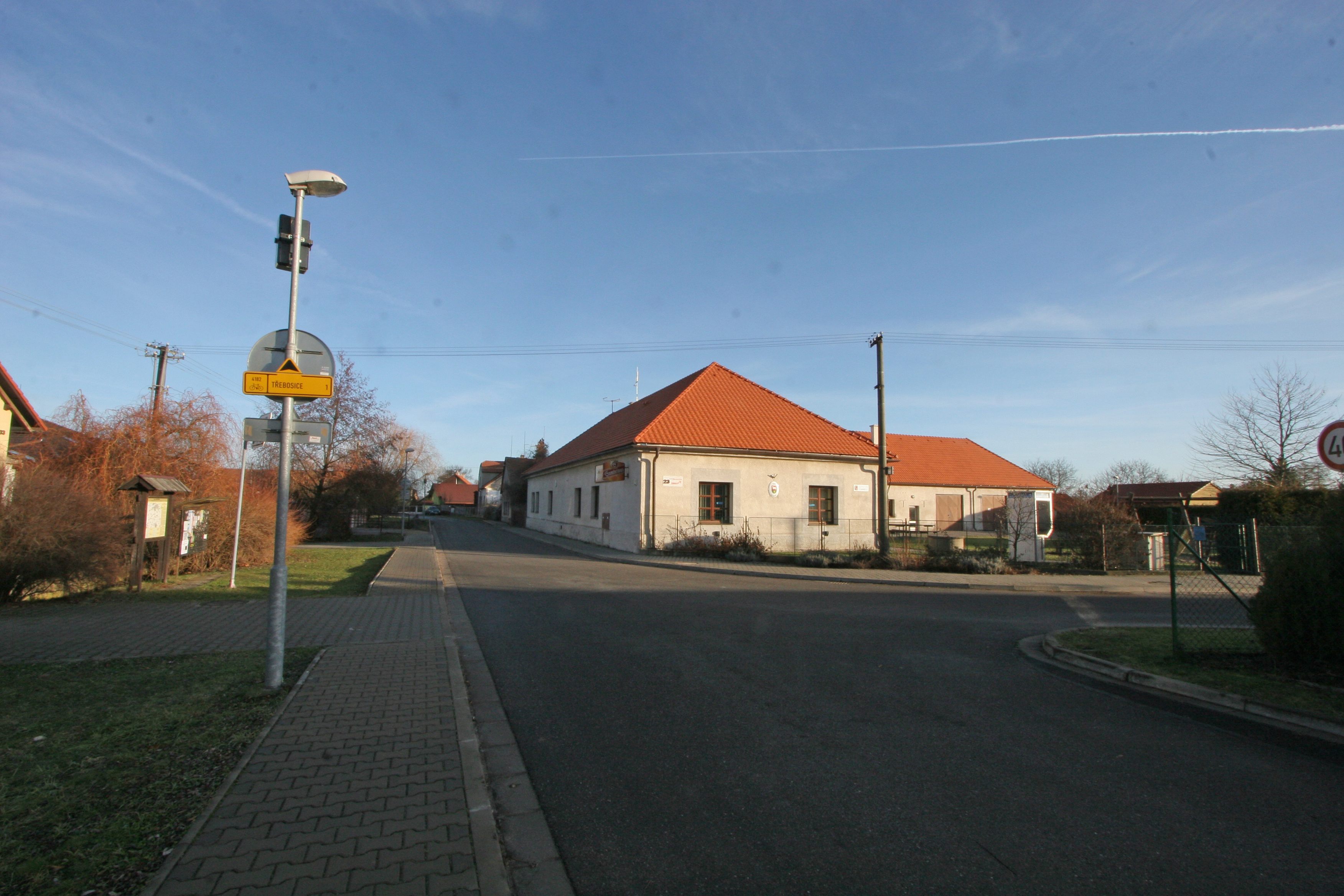
Dubany : la mairie.

## Transports
Par la route, Dubany se trouve à 9 km de Pardubice et à 120 km de Prague. 